# Копіапо (річка)
Річка Копіапо́ (ісп. Río Copiapó) — річка в чилійському регіоні Атакама. Починається в місці злиття річок Хоркера (Jorquera) і Пулідо (Pulido), у верхній течії зливається з річкою Манфлас (Manflas).